# Санта Кроче сул’Арно
Санта Кроче сул’Арно (итал. Santa Croce sull'Arno) је насеље у Италији у округу Пиза, региону Тоскана.
Према процени из 2011. у насељу је живело 11685 становника. Насеље се налази на надморској висини од 19 м.

## Становништво
Према резултатима пописа становништва 2011. у општини је живело 14.061 становника.
| 1931. | 1936. | 1951. | 1961. | 1971.  | 1981.  | 1991.  | 2001.  | 2011.  |
| ----- | ----- | ----- | ----- | ------ | ------ | ------ | ------ | ------ |
| 6.693 | 6.847 | 7.627 | 8.952 | 11.107 | 12.612 | 12.345 | 12.500 | 14.061 |

## Партнерски градови
- Alcanena Municipality